# Leonard Cohen
Leonard Norman Cohen, kanadski pevec in tekstopisec, pesnik in pisatelj, nosilec častnega reda Kanade, * 21. september 1934, Westmount, Montreal, Quebec, Kanada, † 7. november 2016, Los Angeles, Združene države Amerike. 
Cohen je svojo prvo knjigo poezije izdal v Montrealu leta 1956 in svoj prvi roman leta 1963.  
Cohenove zgodnje pesmi (številne od teh se pojavijo leta 1968 v albumu Songs of Leonard Cohen) temeljijo na melodijah in instrumentalizaciji evropske folk glasbe, ter jih izvajalec poje v visokem baritonu. Sedemdeseta so bila glasbeno nemirna leta in so glede vplivov široko zaobkrožila pop, kabaret in svetovno glasbo. Do osemdesetih je pel s tipičnim globokim glasom bas-baritona, včasih tudi samo bas, katerega so spremljali zvoki elektronskega sintesajzerja ter ženske pevke kot spremljava v ozadju.
Njegovo delo pogosto opisuje teme iz religije, govori o osamljenosti in izolaciji, seksualnosti ter črpa iz zapletenih medosebnih odnosov. Cohenove skladbe in poezija so vplivale na številne druge pevce in tekstopisce in zabeleženih je več kot tisoč njegovih izvedb. Bil je vključen v organizaciji Canadian Music Hall of Fame ter Canadian Songwriters Hall of Fame in je tudi nosilec častnega reda Kanade, najvišje narodne časti, namenjene civilistom. V Hram slavnih rokenrola je bil Cohen 10. marca 2008 vpisan kot »predstavnik najvišjega in najvplivnejšega ešalona tekstopiscev.«
12. oktobra 2010 je prvič nastopil v ljubljanski športni dvorani Arena Stožice. Ponovno je v Areni Stožice nastopil 25. julija 2013.